# Chorągiew kozacka Andrzeja Wodyńskiego
Chorągiew kozacka Andrzeja Wodyńskiego – chorągiew jazdy kozackiej I połowy XVII wieku, okresu wojen Rzeczypospolitej ze Szwedami i Moskwą.
Szefem tej chorągwi był wojewodzic podlaski Andrzej Wodyński. Żołnierze chorągwi wzięli udział w wojnie polsko-szwedzkiej 1626-1629.